# N830 (België)
De N830 is een gewestweg in de Belgische provincie Luxemburg ten zuiden van de plaats Athus. De ongeveer 2,5 kilometer lange route vormt een verbinding tussen de Franse en Luxemburgse grens via het Belgische Athus. De route gaat over vanuit de Franse D46d en via een rotonde met de N804 en een afrit met de N878 gaat de weg over op de Luxemburgse N31. De gehele route draagt eveneens het Europese wegnummer E44.

## N830b
De N830b is een aftakking van de N830 bij Athus. De 400 meter lange route gaat over de Rue du Terminal.